# Каза Агостини (Венеција)
Каза Агостини (итал. Casa Agostini) је насеље у Италији у округу Венеција, региону Венето.
Према процени из 2011. у насељу је живело 201 становника. Насеље се налази на надморској висини од 6 м.